# Zef Kolombi
Zef Kolombi (ur. 3 marca 1907 w Sarajewie, zm. 23 stycznia 1949 w Szkodrze) – albański malarz.

## Życiorys
Urodził się w Sarajewie, w rodzinie mieszanej. Ojciec Gjon Kolombi był właścicielem hotelu (pochodził ze Szkodry), matka Stefania Hajdovnik pochodziła ze Słowenii). W dzieciństwie stracił oboje rodziców i wraz z siostrą Verą przeniósł się do Szkodry, gdzie zamieszkał w domu swojej babki. Po ukończeniu szkoły prowadzonej przez Austriaków pracował w hotelu Grand (tam też pierwszy raz eksponował publicznie swoje obrazy). W 1929 uzyskał stypendium albańskiego ministerstwa edukacji, które umożliwiło mu podjęcie studiów w Akademii Sztuk Pięknych w Rzymie. Powrócił do Albanii w 1933 i podjął pracę nauczyciela rysunku w Szkole Pedagogicznej (Shkolla Normale) w Elbasanie. W 1941 powrócił do Szkodry. Gruźlica i astma, na którą cierpiał przyczyniły się do jego przedwczesnej śmierci. W latach 90. XX w. został uhonorowany tytułem Malarza Ludu (Piktor i Popullit).

## Twórczość
Po raz pierwszy zaprezentował publicznie swoje obrazy na wystawie artystów ze Szkodry w roku 1923. Pozostawił po sobie ponad 50 prac, głównie realistycznych portretów i pejzaży. Był jednym z pierwszych malarzy albańskich, malujących akty kobiece. Największą kolekcją prac Kolombiego dysponuje Narodowa Galeria Sztuki w Tiranie (33 obrazy), kolejne cztery obrazy znajdują się w Galerii Sztuki w Szkodrze.

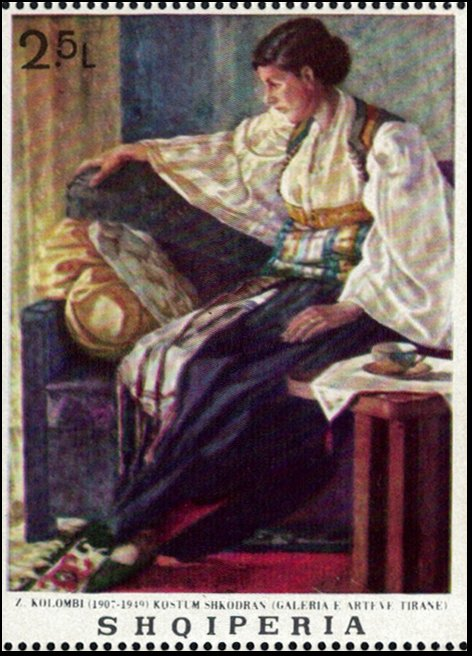
Z. Kolombi, Strój ze Szkodry (1947)

## Życie prywatne
W życiu prywatnym był dwukrotnie żonaty (pierwsza żona Liri Papamichali była nauczycielką, po jej śmierci ożenił się z Tonine Demą), miał dwóch synów (Gjovalin i Julian).